# Snitterfield
Snitterfield – wieś w Anglii, w hrabstwie Warwickshire, w dystrykcie Stratford-on-Avon. Leży 9 km na południowy zachód od miasta Warwick i 135 km na północny zachód od Londynu. Miejscowość liczy 1400 mieszkańców.